# 더비 미사일

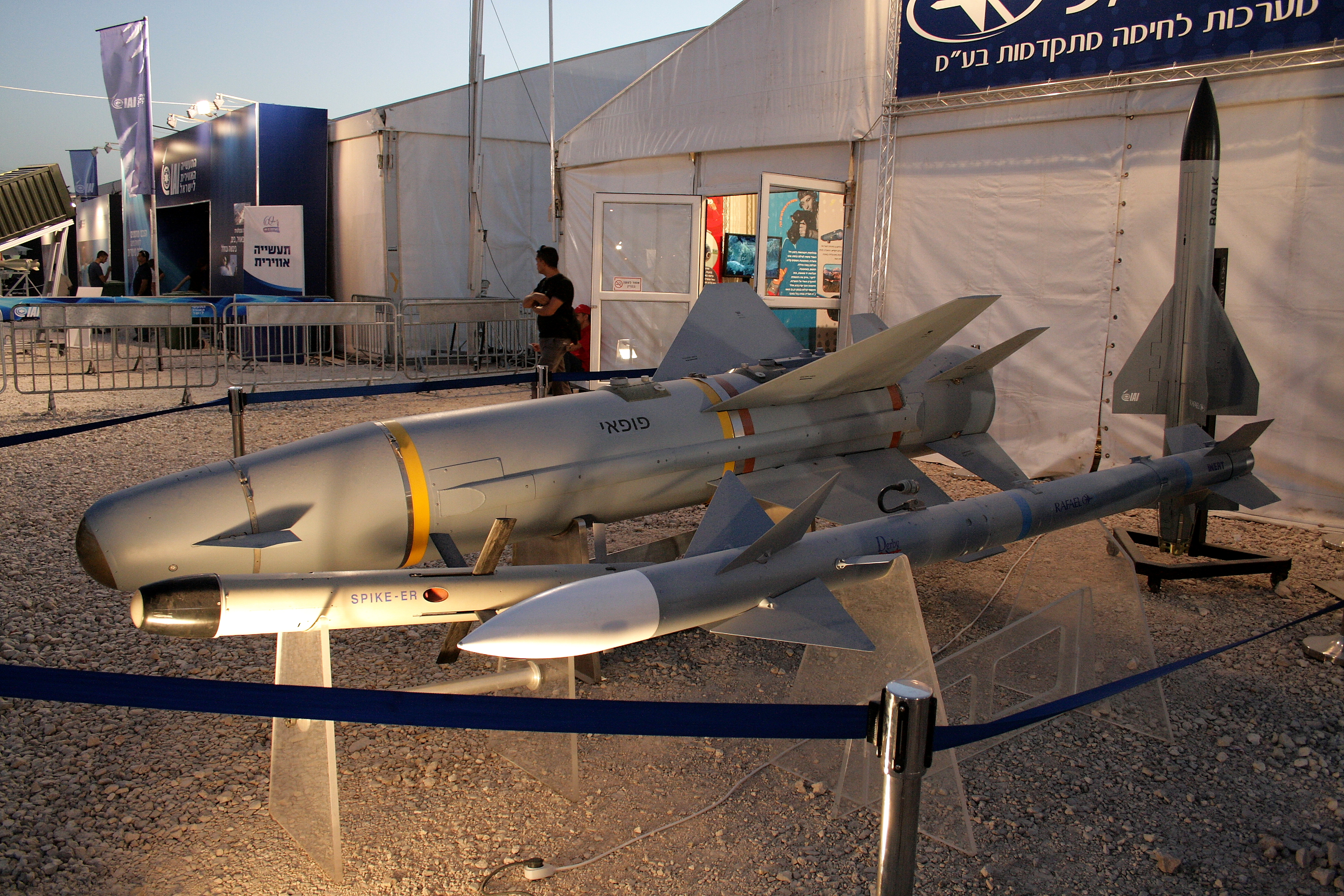
더비 미사일(맨아래)

더비 미사일은 이스라엘의 중거리 공대공 미사일이다. 미국의 AIM-120 암람 미사일과 동일하다. 암람이 무게 152 kg, 사거리 48 km인 반면, 더비는 무게 118 kg에 사거리 50 km이다.

## LOAL
더비는 중거리 목표물을 위해 발사후 락온 기능(LOAL)을 갖고 있으며, 조기경보기와의 데이터링크가 된다. 따라서, 공대공 레이다가 작거나 없는 전투기에서도 조기경보기의 지시에 따라 발사가 가능하며, 조기경보기의 레이다로 더비 미사일을 중간유도한 다음, 종말유도는 더비 미사일에 내장된 액티브 레이다를 이용해 목표물에 명중시킬 수 있다. 물론, 기존의 다른 미사일들과 같이, 단거리 목표물을 위한 발사전 락온 기능(LOBL)도 갖고 있다.

## 사용국가

### 인도
인도 해군은 15대의 시 해리어를 업그레이드 했다. 이스라엘 엘타의 EL/M-2032 레이다를 장착하고, 라파엘사의 더비 중거리 공대공 미사일을 장착했다. 이 업그레이드는 2012년까지 인도 해군에서 사용될 수 있게 할 것이다. 인도 해군은 시 해리어 함대를 유지하기 위해서, 영국 해군에서 퇴역한 8대의 시 해리어 FA2에 관심을 나타내고 있다.

### 칠레
남아메리카 유일한 OECD 가입국인 칠레는 이스라엘 엘빗사의 도움으로 F-5 전투기를 최신형으로 개조했다. F-5 Tiger III Plus라고 부른다. 이스라엘 엘타사의 EL/M-2032 레이다를 장착했으며 2001년 더비 미사일을 구매했다.

### 브라질
영국, 프랑스, 러시아, 독일 등과 함께 GDP 2조 달러 국가인 브라질은 F-5 전투기의 최신개량형을 F-5M (Modernized)라고 명명했다. 역시 이스라엘에서 개조했다. DASH 헬멧마운트 시스템과 연동되는 이스라엘의 파이톤 5 미사일을 장착했다. GRIFO 레이다를 장착했고, 디지털 조종석으로 바꾸었다. F-5M은 이스라엘의 더비 중거리 공대공 미사일을 장착할 수 있다.
Cruzex 2006 다국적 워게임에서, 브라질의 F-5M 1대는 프랑스 Mirage 2000N 2대를 격추했다. Mirage 2000N은 2대의 Mirage 2000C와 E-3 센트리 조기경보기의 지원을 받고 있었다. 이러한 결과는 이스라엘제 더비 중거리 공대공 미사일이 조기경보기의 데어터링크에 의해 연동되어 가능했다. 조기경보기는 에리아이 AESA 레이다를 장착한 브라질산 Embraer R-99 비행기였다.

### 대한민국
대한민국 공군은 A-50과 KF-16의 레이다를 이스라엘 엘타의 EL/M-2032 레이다로 교체하는 사업을 진행 중이다. 그러나 더비 미사일을 채용할 것이라는 보도는 없다.

### 중국
청두 J-10의 가장 장거리 공대공 미사일은 PL-12로서, 유효사거리가 100 km를 넘는다고 알려져 있다. 당초 70 km라고 알려져 있었다. 러시아의 시커기술, 이스라엘 더비 미사일의 기술을 도입하여 개발했다. FC-1(12톤)과 J-10(19톤)에 탑재한다.

## 같이 보기
- SPYDER - 지상 발사형 더비 미사일
- 파이톤 5 미사일 - 더비가 이스라엘판 암람이면, 파이톤 5는 이스라엘판 사이드와인더 최신형이다.
- 암람 -  미국 INS, 데이터링크, ARH 중거리 공대공 미사일
- 암람스키 -  러시아 INS, 데이터링크, ARH 중거리 공대공 미사일
- PL-12 -  중국 INS, 데이터링크, ARH 중거리 공대공 미사일
- 더비 -  이스라엘 INS, 데이터링크, ARH 중거리 공대공 미사일
- 99식 공대공 미사일 -  일본 INS, 데이터링크, ARH 중거리 공대공 미사일